# Лі Сан Ок
Лі Сан Ок (кор. 이상옥) (англ. Lee Sang-ok) (1934) — південнокорейський політик. Міністр закордонних справ Південної Кореї (27.12.1990 — 26.02.1993).

19 липня 1991 р. Лі Сан Ок передав Генеральному Секретарю ООН Заяву про прийом Південної Кореї в члени ООН. 17 вересня 1991 року Генеральна Асамблея на своїй 46-й сесії, прийняла КНДР і Республіку Корея в члени ООН.
У липні 1992 р. Лі Сан Ок відвідав з офіційним візитом Україну. 1 липня 1992 року в Києві підписав Угоду між Урядом України та Урядом Республіки Корея про науково-технічне співробітництво.
24 серпня 1992 р. підписав угоду про встановлення дипломатичних відносин Південної Кореї та КНР.
1 грудня 1992 рр. Лі Сан Ок виступив із заявою про те, що південнокорейська сторона скоротить економічну допомогу Росії в разі, якщо з'ясується, що президент Росії Борис Єльцин навмисне передав президенту Ро Де У «чорний ящик» збитого південнокорейського літака з неповними польотними даними.

## Автор праць
- «Корейська дипломатія в перехідний період» (2002)[7]